# Кассиль, Владимир Львович
Влади́мир Льво́вич Касси́ль (24 августа 1934 — 5 апреля 2017, Москва) — советский и российский реаниматолог, доктор медицинских наук (1980), заслуженный деятель науки Российской Федерации, профессор (1986). Почётный член Федерации анестезиологов и реаниматологов России, член редколлегий двух авторитетных научных журналов. 

## Биография
Сын Льва Абрамовича Кассиля и Елены Ильиничны Куниной. Племянник писателя Константина Кунина.
В 1958 г. окончил Первый Московский государственный медицинский университет имени И. М. Сеченова, прошел профессиональный путь от врача неотложной помощи до известного учёного и опытного клинициста.
С 2005 года профессор МОНИКИ им М. Ф. Владимирского.

## Научная деятельность
Занимался темами ацидоза, вентиляции лёгких, искусственного дыхания, смежными вопросами онкологии. Входил в число первых отечественных реаниматологов, специалистов в области интенсивной терапии. Внёс существенный вклад в проблемы диагностики и лечения острой дыхательной недостаточности, в разработку различных методов искусственной вентиляции лёгких (ИВЛ). Им предложена классификация острой дыхательной недостаточности, научно обоснован и внедрён в клиническую практику принцип адаптации аппарата ИВЛ к больному (а не больного к аппарату), разработана методика проведения ИВЛ и вспомогательной вентиляции лёгких при различных формах нарушения дыхания, впервые выявлен и описан эффект внутреннего положительного давления в конце выдоха (ауто-ПДКВ) в процессе респираторной поддержки. Являлся одним из пионеров в разработке метода высокочастотной ИВЛ, применения чрескатетерной искусственной и вспомогательной вентиляции лёгких.
Выступил создателем на базе Российского онкологического научного центра им. Н. Н. Блохина отделения госпитальной терапии и функциональной диагностики.
Под его научным руководством подготовлены 17 кандидатских и 6 докторских диссертаций. Им опубликованы более 270 научных работ, в том числе 9 монографий и руководств, зарегистрированы 3 изобретения.
Несколько поколений врачей анестезиологов-реаниматологов учились азам и основным правилам респираторной поддержки по его монографиям.

### Научные работы
- Методы искусственного дыхания. — М., 1968.
- Искусственная вентиляция лёгких в реаниматологии (в соавторстве). — М., 1977.
- Высокочастотная вентиляция лёгких. — М., 1992 (в соавторстве).
- и другие[2].

## Награды и звания
Заслуженный деятель науки Российской Федерации (1997).